# Giovanni Giuliani
Giovanni Battista Pietro Giuliani, né le 29 avril 1664 à Venise et mort le 5 septembre 1744 à Heiligenkreuz (Basse-Autriche), est un sculpteur et stuccateur vénitien qui fut actif en Autriche.

## Biographie

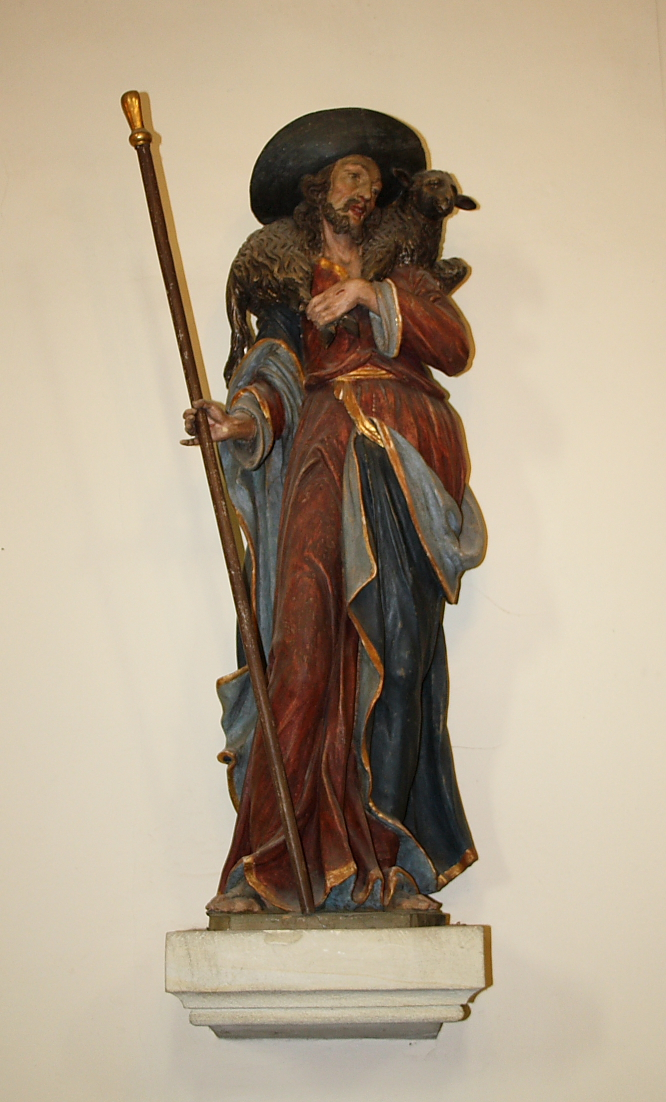
Le Bon Pasteur (église de Höflein).

Giovanni Giuliani naît à Venise dans la famille d'un boulanger. Il fait son apprentissage dans différents ateliers de Bologne, Venise et du Tyrol, puis il devient l'élève de Giuseppe Mazza à Munich. Il s'installe en Autriche définitivement en 1690. Il profite de la reconstruction de la ville de Vienne après le second siège de Vienne par les Turcs, en y contribuant à l'apport de la plastique baroque italienne.
Il attire l'attention en participant à la décoration du palais du prince Eugène commandé à Fischer von Erlach, et à celle du palais Liechtenstein de Roßau, près de Vienne.
Des ennuis financiers l'obligent à s'installer à l'abbaye de Heiligenkreuz à partir du 25 février 1711, où les cisterciens le font travailler à différentes œuvres, dont la fameuse colonne de la Sainte-Trinité. Son élève et collaborateur le plus proche est Georg Raphael Donner. Jusqu'à sa mort, Giuliani travaille au réaménagement de l'abbaye, endommagée par le siège des Turcs, et à l'Heiligenkreuzerhof (de) de Vienne.
On peut distinguer parmi ses travaux notables le mobilier du chœur de l'abbatiale de Heiligenkreuz et la chapelle Saint-Bernard du Heiligenkreuzerhof. D'autres se trouvent dans les églises des environs de l'abbaye, comme celle de Gaaden.
Il est enterré à l'abbaye, comme Martino Altomonte.

## Illustrations

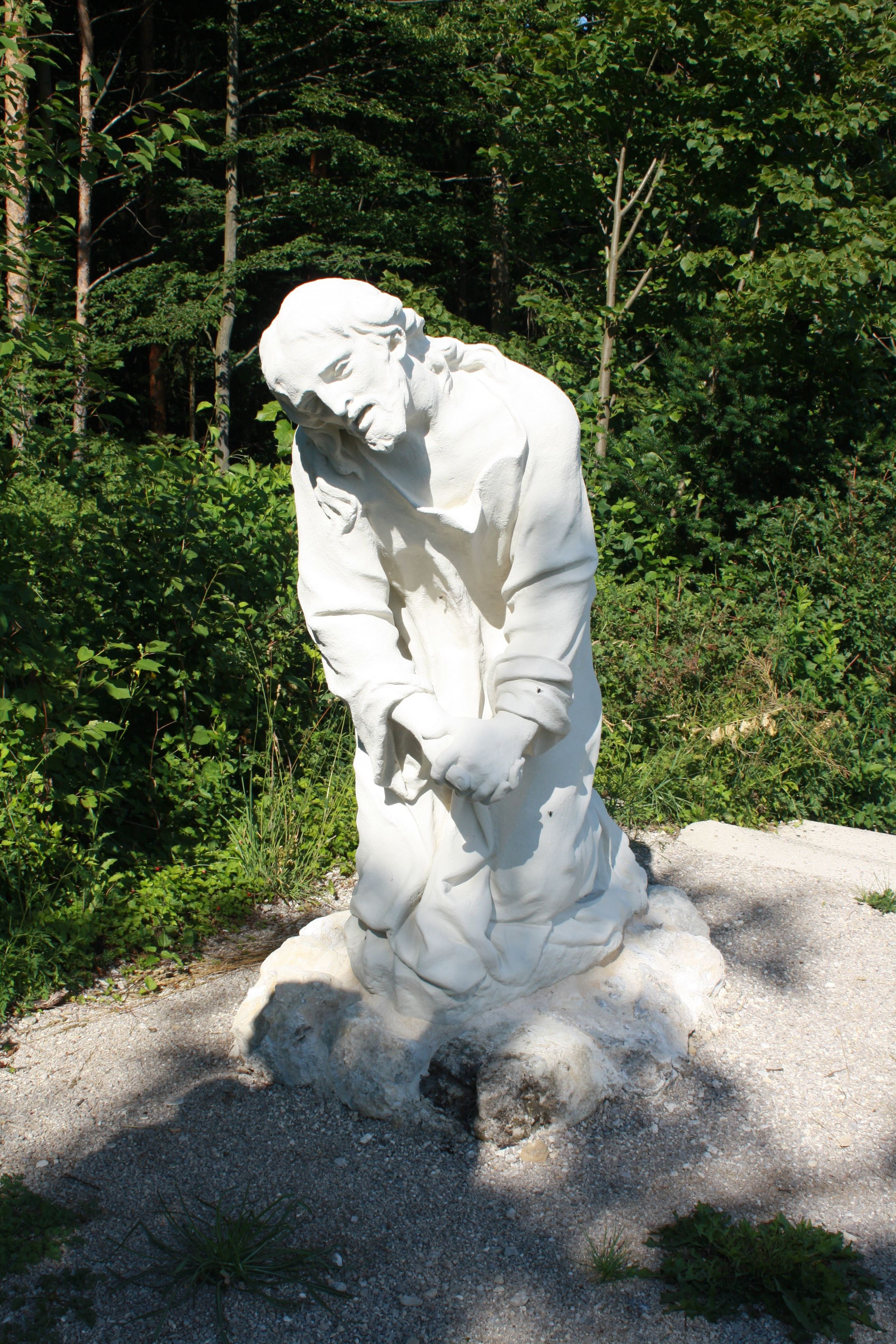
Le Christ aux liens à Gaaden
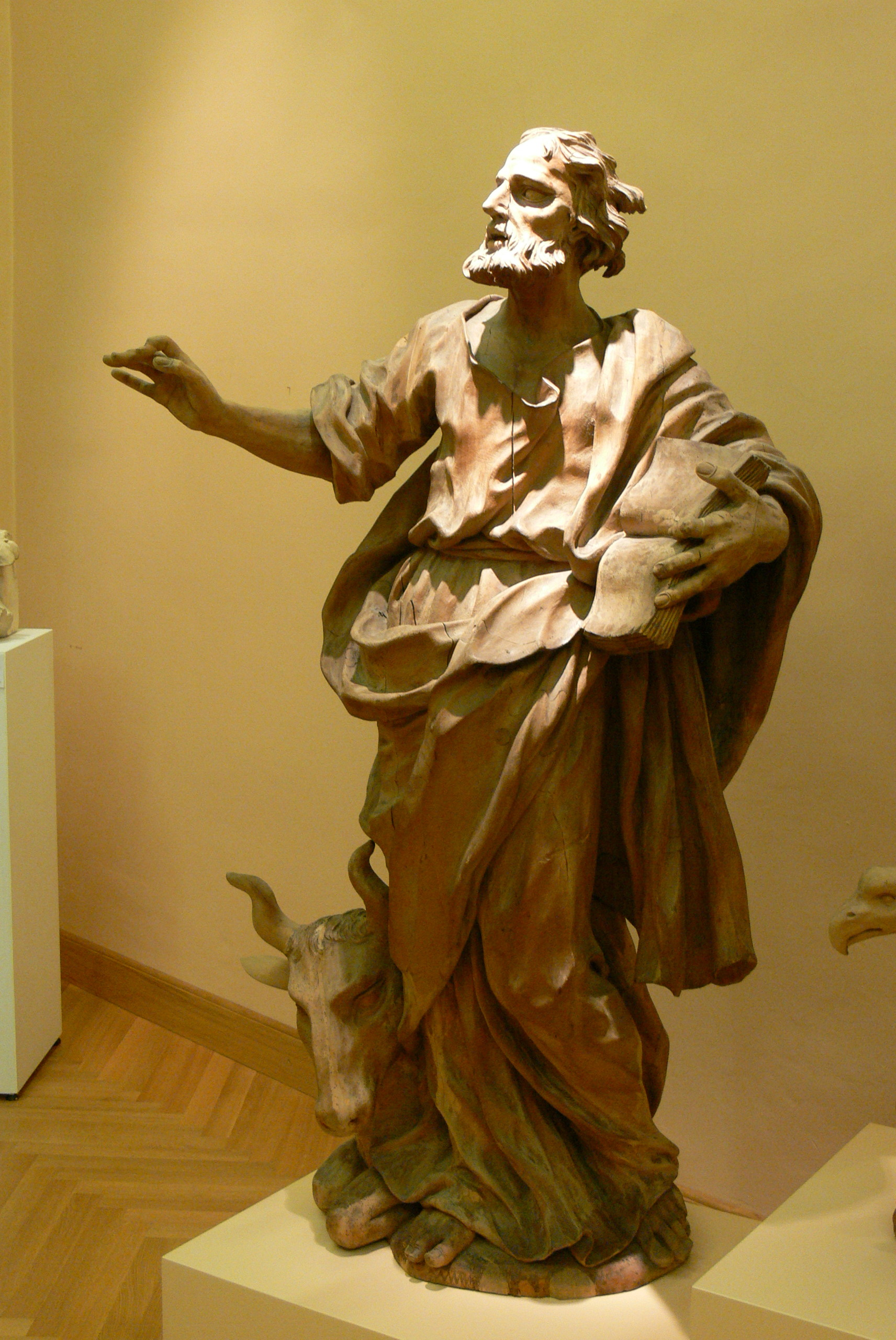
Saint Luc (salle du trésor de l'Ordre Teutonique à Vienne)
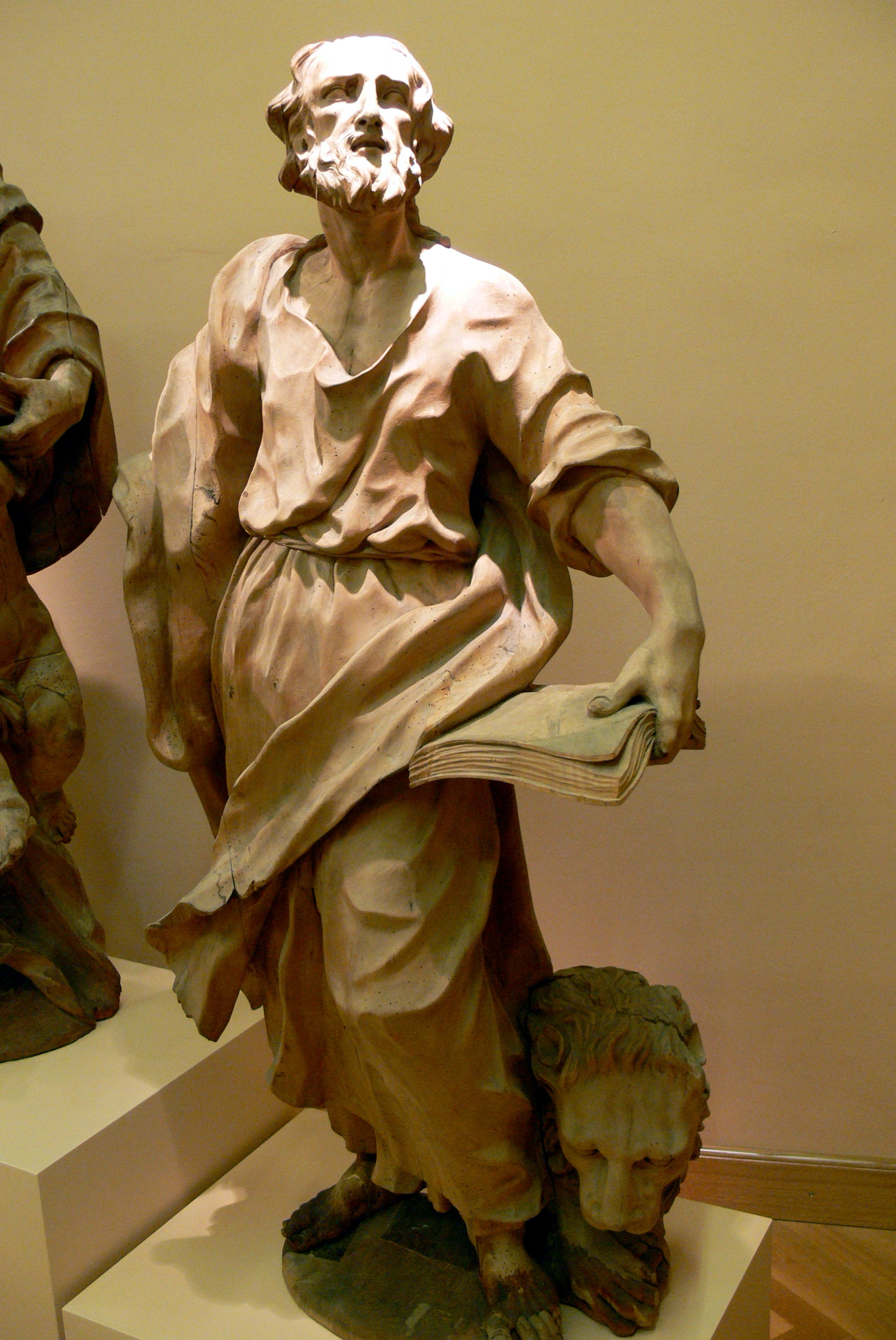
Saint Marc (salle du trésor de l'Ordre teutonique à Vienne)
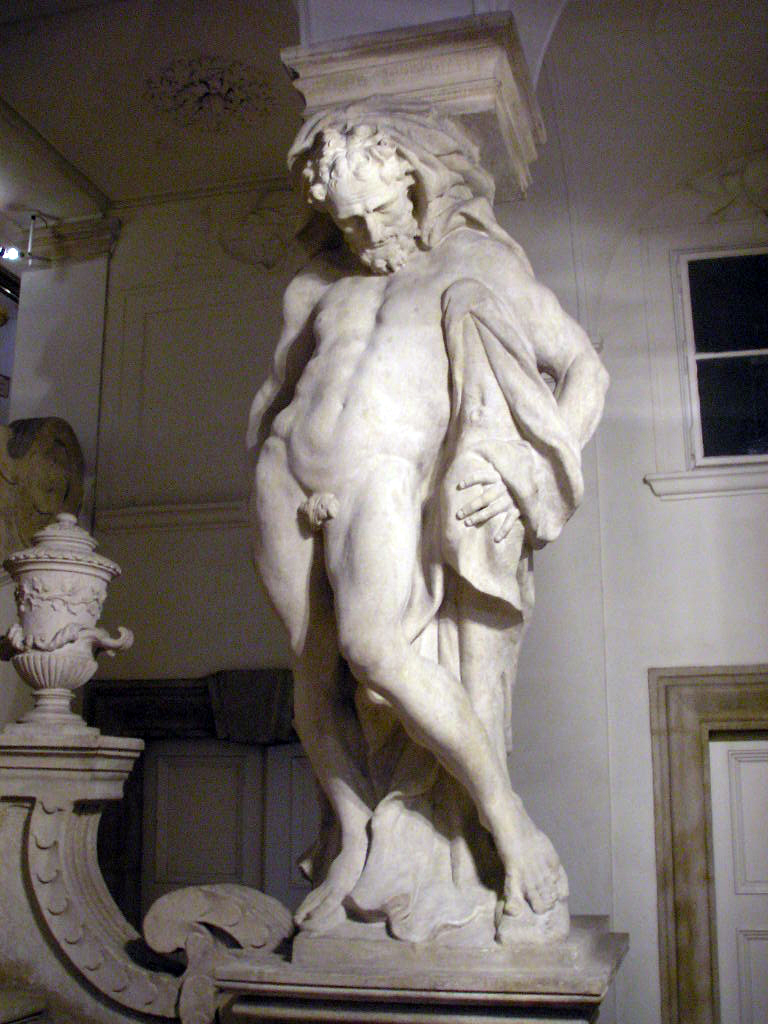
Atlante du Stadtpalais de Vienne
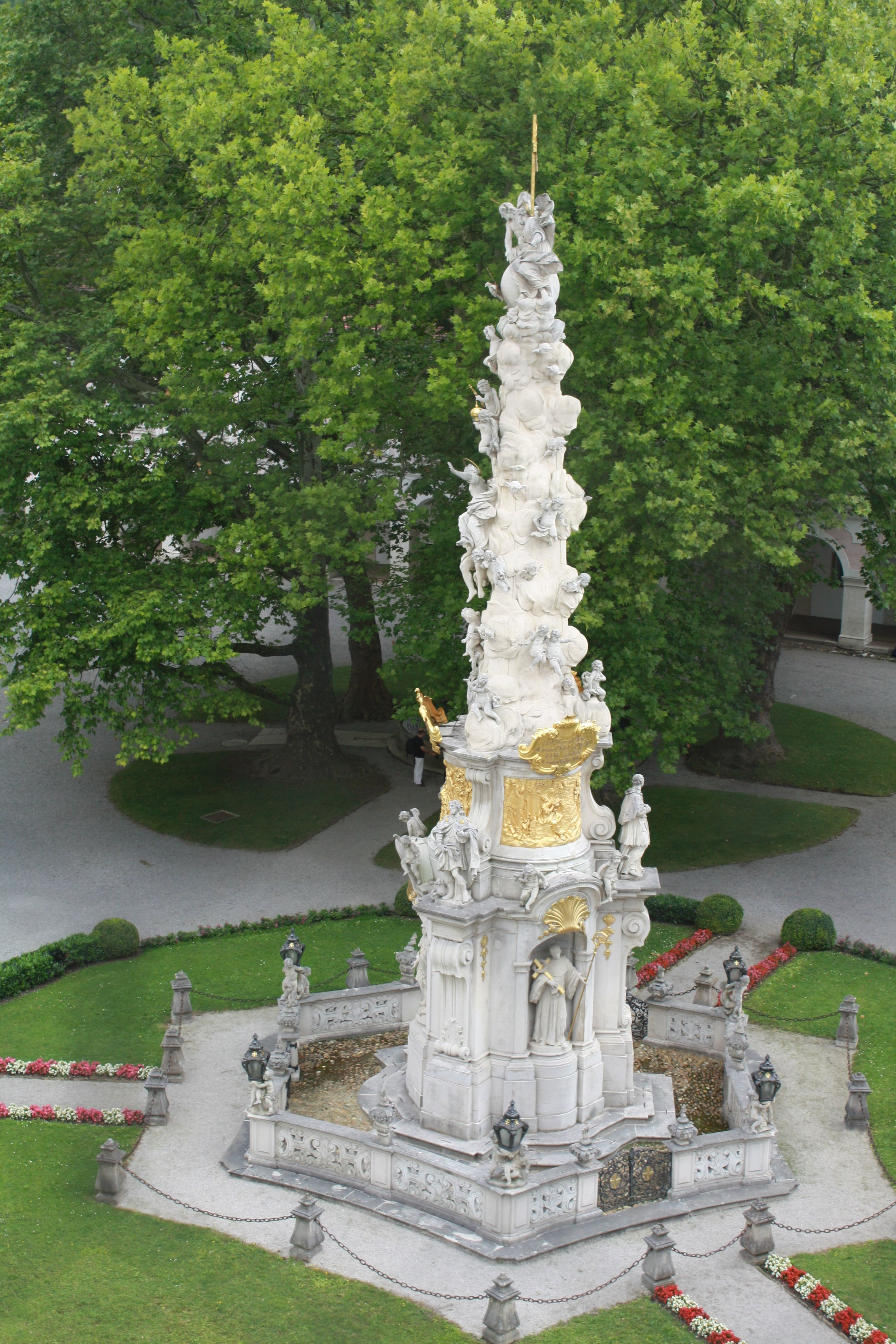
Colonne de la Sainte-Trinité de l'abbaye de Heiligenkreuz